# Präsidentschaftswahl in Finnland 2000
Die Präsidentschaftswahl in Finnland 2000 fand am 16. Januar und 6. Februar 2000 statt. Da kein Kandidat im ersten Wahlgang die absolute Mehrheit erreichte, musste eine Stichwahl abgehalten werden.
Mit Tarja Halonen von der Sozialdemokratischen Partei Finnlands (SDP) wurde erstmals eine Frau zum Staatsoberhaupt des Landes gewählt. Halonen konnte sich in der Stichwahl knapp gegen Esko Aho vom Zentrum durchsetzen.

## Wahlergebnis
| Kandidaten                                 | Kandidaten        | Parteien                             | 1. Wahlgang | 1. Wahlgang | 2. Wahlgang | 2. Wahlgang |
| Kandidaten                                 | Kandidaten        | Parteien                             | Stimmen     | %           | Stimmen     | %           |
| ------------------------------------------ | ----------------- | ------------------------------------ | ----------- | ----------- | ----------- | ----------- |
|                                            | Tarja Halonen     | Sozialdemokratische Partei Finnlands | 1.224.431   | 40,0        | 1.644.532   | 51,6        |
|                                            | Esko Aho          | Finnische Zentrumspartei             | 1.051.159   | 34,4        | 1.540.803   | 48,4        |
|                                            | Riitta Uosukainen | Nationale Sammlungspartei            | 392.305     | 12,8        |             |             |
|                                            | Elisabeth Rehn    | Schwedische Volkspartei              | 241.877     | 7,9         |             |             |
|                                            | Heidi Hautala     | Grüner Bund                          | 100.740     | 3,3         |             |             |
|                                            | Ilkka Hakalehto   | Perussuomalaiset                     | 31.405      | 1,0         |             |             |
|                                            | Risto Kuisma      | Parteilos                            | 16.943      | 0,6         |             |             |
| Gesamt                                     | Gesamt            | Gesamt                               | 3.058.860   | 100         | 3.185.335   | 100         |
|                                            |                   |                                      |             |             |             |             |
| Ungültige Stimmen                          | Ungültige Stimmen | Ungültige Stimmen                    | 9.290       | 0,3         | 16.378      | 0,5         |
| Wähler                                     | Wähler            | Wähler                               | 3.068.150   | 73,6        | 3.201.713   | 76,8        |
| Wahlberechtigte                            | Wahlberechtigte   | Wahlberechtigte                      | 4.167.200   |             | 4.167.204   |             |
|                                            |                   |                                      |             |             |             |             |
| Quellen: Finlex, 1. Wahlgang – 2. Wahlgang |                   |                                      |             |             |             |             |